# Pachymenes ghilianii
Pachymenes ghilianii är en stekelart som först beskrevs av Spinosa 1851.  Pachymenes ghilianii ingår i släktet Pachymenes och familjen Eumenidae.

## Underarter
Arten delas in i följande underarter:
- P. g. flavissimus
- P. g. olivaceus